# Joseph Souham
Joseph Souham, né le 30 mai 1760 à Lubersac en Corrèze et mort le 28 avril 1837 à Versailles dans les Yvelines, est un général français de la Révolution et de l’Empire. D'abord cavalier dans l'armée royale, il passe dans l'infanterie au cours de la Révolution française et gagne rapidement ses galons de général de division en 1793. Il remporte plusieurs victoires contre les armées coalisées, notamment celles de Mouscron et de Tourcoing en 1794. Proche du général Moreau, rival de Bonaparte, il est écarté par ce dernier et même emprisonné un temps sous le Consulat, avant de reprendre un commandement dans l'armée d'Espagne en 1808. À la tête d'une division, il se signale dans plusieurs affrontements et est vainqueur lors de la bataille de Vich où il est grièvement blessé. 
Rentré en France au cours de l'année 1810, Souham reprend le chemin de la péninsule deux ans plus tard avec le titre de commandant en chef de l'armée du Portugal. À l'issue d'une brève campagne, il parvient à repousser les troupes anglo-portugaises du général Wellington. Rappelé d'urgence pour prendre le commandement d'une division en Allemagne, il mène ses troupes avec talent lors des principales rencontres de la campagne, mais sa défection en 1814, alors qu'il dirige le 6e corps, ruine les espoirs de reconquête de Napoléon. Il mène ensuite une carrière discrète jusqu'à sa mort en 1837, à l'âge de 76 ans. Habile tacticien et bon stratège, Souham s'est mesuré lors de sa carrière à des personnalités militaires aussi illustres que l'archiduc Charles, le maréchal Blücher ou le duc de Wellington.

## Biographie

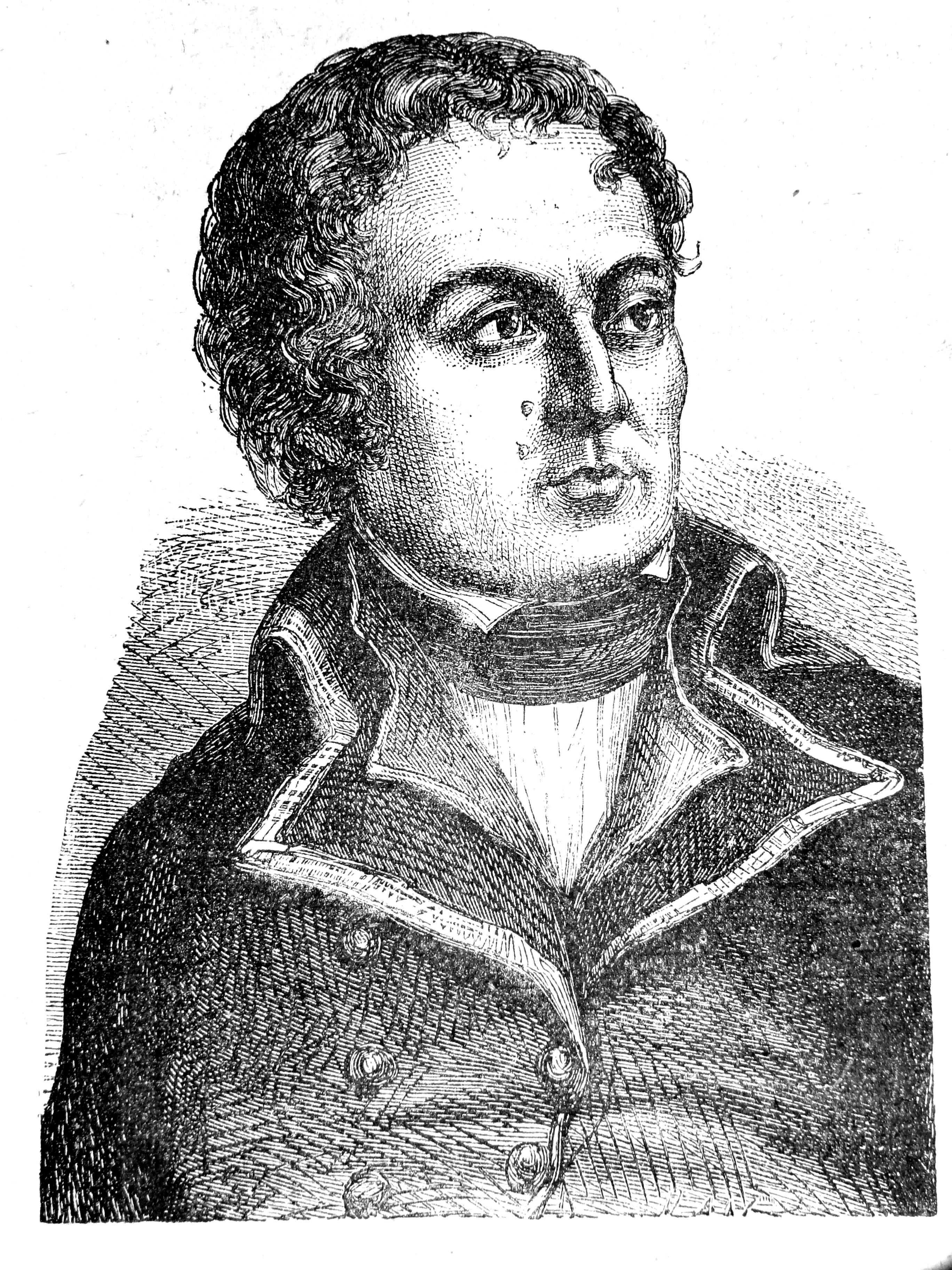
Joseph Souham (gravure pour l'« Album du Centenaire »).

### Sous l'Ancien Régime et la Révolution
Joseph Souham naît le 30 mai 1760 à Lubersac, en Corrèze. Il est le fils de Joseph Souham et de Marie Dandaleix, cette dernière étant issue d'une famille de petite bourgeoisie. Son père meurt le 11 août 1770 alors qu'il n'a que dix ans. C'est donc sa mère qui s'occupe de son éducation, période qui semble avoir tissée entre eux un fort lien affectif. Des années plus tard, elle se démène encore pour « assurer la sécurité et le bien-être d'un fils qu'elle paraît avoir particulièrement chéri ». Peu de choses sont connues de sa jeunesse, mais il transpire de sa correspondance une éducation qui, sans être brillante, n'en demeure pas moins correcte pour un bourgeois de l'époque. Si son fort bégaiement lui ôte tout espoir d'effectuer une carrière dans la magistrature, sa taille et son physique avantageux le dirigent tout droit vers l'armée. C'est ainsi que le 17 mars 1782, le jeune Souham s'engage dans le 8e régiment de cavalerie (« cuirassiers du roi »).
Il est licencié du régiment en 1786. Le 15 août 1792, il intègre le 2e bataillon de volontaires de la Corrèze où il est élu chef de bataillon. Il participe alors aux batailles de Jemmapes le 6 novembre 1792, en tant que lieutenant-colonel.  
Promu général de brigade le 30 juillet 1793 à l'armée du Nord, il commande à Dunkerque le 23 août à la place de O'Meara, prend possession de son commandement le 26 août, et est suspendu de ses fonctions du 2 au 6 septembre 1793. Il reprend ses fonctions le 11 septembre, et il est élevé au grade de général de division le 13 septembre suivant. En octobre 1793 il remplace le général Vezu sur la Sambre, et le 11 octobre 1793 il prend le commandement du camp de la Madeleine près de Lille. Il remporte une brillante victoire sur les Autrichiens à Mouscron, près de Courtrai le 29 avril 1794. Le 18 mai 1794 il gagne, conjointement avec le général Moreau, la bataille de Tourcoing. Souham et Bonnaud profitent de la désorganisation de l’armée adverse, commandée par le feld-maréchal Cobourg, pour lancer une grande offensive le 19 mai 1794. Le 2 octobre il prend part à la bataille d'Aldenhoven, puis il inflige une sévère défaite aux Britanniques à Bois-le-Duc le 9 octobre. 
Le 20 mai 1795 il prend le commandement de la 1re division de l'armée du Nord, et du 30 mars au 3 avril 1796 il commande cette armée par intérim. Le 5 juin 1796 il commande la 3e division en Zélande à la place de Macdonald, puis il prend le commandement de la 24e division militaire à Bruxelles le 26 août 1796. Il est réformé le 7 septembre 1797. 
Il reprend du service le 16 août 1798, comme commandant de la 5e division de l'armée de Mayence, puis le 9 janvier 1799 il remplace le général Bernadotte à la tête de la 2e division de cette armée. Le 7 mars 1799 il rejoint l'armée du Danube pour prendre le commandement de la 5e division. Il sert à Stockach le 25 mars, commande l'aille gauche de l'armée du Danube et d'Helvétie le 30 avril, commande la 6e division sous Ferino fin mai 1799, puis la 7e division le 19 juin 1799. Le 28 décembre 1799 il est appelé à l'armée du Rhin, et le 15 mars 1800 il commande la 1re division du corps de Sainte-Suzanne. Il sert au combat d'Erbach le 16 mai, puis sur le Bas-Rhin le 5 juin, avant d'être mis en non activité le 23 septembre 1801.

### Au service de NapoléonIer

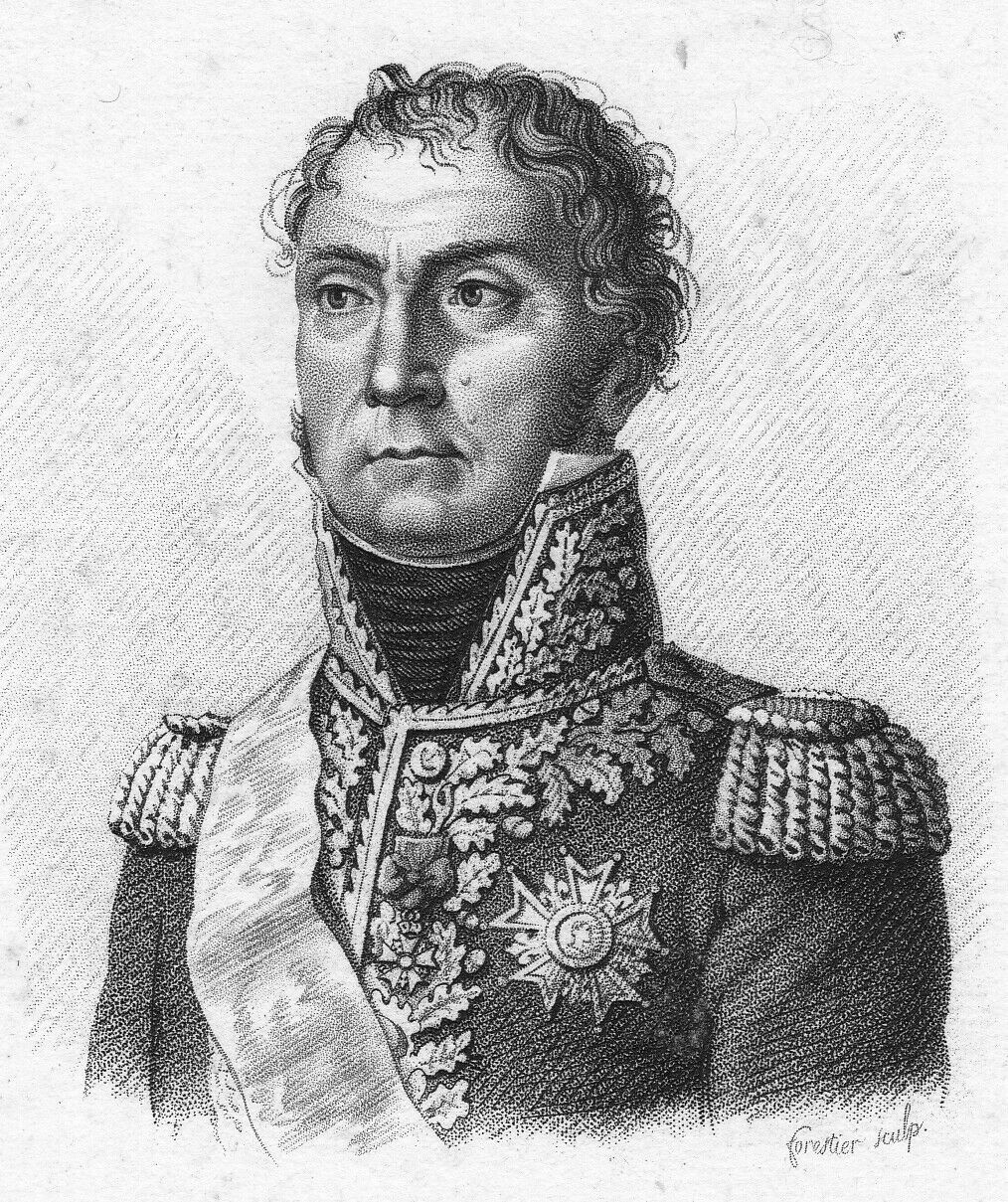
Le général de division comte Joseph Souham.

Commandant de la 20e division militaire le 27 avril 1802, il est disgracié pour ses relations amicales avec Moreau le 16 février 1804. Décrété d'arrestation le 18 février, il est conduit à Paris et enfermé à l'Abbaye pendant 40 jours avant d'être remis en liberté. 
Replacé en activité le 16 mars 1807, il rejoint l'armée d'Italie le 8 juin 1807 où il prend le commandement d'une division organisée en Italie le 10 août 1808. Commandement de la 9e division du 7e corps de l'armée de Catalogne le 7 septembre 1808, il sert à la bataille de Molins de Rei le 21 décembre 1808, au combat de Valls le 25 février 1809, et au siège de Gérone du 4 juin au 12 décembre 1809. Blessé à la tête lors de la bataille de Vich le 20 février 1810, il rentre en France pour se soigner. En 1812 il est à l'armée du Portugal sur la recommandation de Masséna et repousse Wellington lors du siège de Burgos (1812) du 18 au 22 octobre 1812, jusque dans Salamanque, avant d'être rappelé en France en janvier 1813. 
Il commande alors une division sous le maréchal Ney et participe à la bataille de Lützen le 2 mai 1813, et à celle de Leipzig du 16 au 19 octobre, où il est de nouveau blessé. En 1814 à l'issue de la bataille de Paris des 30 et 31 mars, Souham commande le 6e corps d'armée en l'absence du maréchal Marmont et conduit ses troupes à Versailles, dans le camp des Alliés. 
Il se rallie à Louis XVIII pendant la Première Restauration, tombe en disgrâce lors des Cent-Jours et ne retrouve un poste qu'avec la Seconde Restauration.

## Famille
En 1796, il épouse à Bruxelles Anne Rosalie Desperiez. Leur fille Marie-Joséphine Souham (1801-1889) épouse en 1823 Amédée Bourdon de Vatry (1790-1831), fils de Marc Antoine Bourdon de Vatry et de Jeanne Mathieu dont elle aura un fils Marc Edgar Bourdon de Vatry (1828-1891), puis en 1833 Michel Louis Félix Ney, 2e duc d'Elchingen, fils du maréchal Ney. dont 2 enfants Michel Ney d'Elchingen ( 1835 - 1881 ) et Louise Ney d'Elchingen ( 1842 - 1893 )  
Un article du Souvenir Napoléonien (no 366 aout 1989) émet l’hypothèse que Marie-Joséphine pourrait être la fille du premier consul et non celle de Joseph Souham, présentant quelques éléments de preuve en particulier un camé offert par Napoléon 1er à Anne-Rosalie Despereiz en 1809 à la suite de la présentation de Marie-Joséphine enfant à l'Empereur. 
Joseph Souham est, par sa mère, un cousin du Girondin conventionnel Aubin Bigorie Du Chambon. 

## Distinctions
- Commandeur de la Légion d'honneur.
- Grand officier de la Légion d'honneur le 3 juin 1813.
- Grand-croix de la Légion d'honneur le 1er mai 1821.
- comte d'Empire le 19 mai 1810.
- Il fait partie des 660 personnalités à avoir son nom gravé sous l'Arc de triomphe de l'Étoile. Il apparaît sur la 5e colonne (l’Arc indique SOUHAM).
- La place Souham à Paris porte son nom.
- La rue du Général Souham à Tourcoing porte son nom.
- La rue Général Souham à Brive-la-Gaillarde porte son nom.
- La rue Souham à Tulle porte son nom.
- La rue du Général Souham à Lubersac porte son nom.
- La caserne Souham à Lille porte son nom.

## Dotation
- Le 19 mai 1810, donataire d’une rente de 10 000 francs en Westphalie.

## Armoiries
| Figure | Nom du comte et blasonnement |
| ------ | --- |
|        | Comte Joseph Souham et de l'Empire, décret du 19 mai 1810, lettres patentes du 4 juin 1810. grand-croix de la Légion d'honneur. Coupé : au I, parti, a) des comtes militaires; b) de gueules à la tour d'argent ouverte, ajourée et maçonnée de sable , ruinée à dextre; au II, d'or au lion de gueules tenant une épée de sable, accosté de six étoiles d'azur, rangées en pal, 3 à dextre, 3 à senestre. |

## Sources
: document utilisé comme source pour la rédaction de cet article.
- Gérard Souham (préf. Michel Poniatowski), Le général Souham sur tous les champs de bataille de la Révolution et de l'Empire, Stock, coll. « Essais Documents », 1er décembre 1990, 240 p..
- Jean Tranié et Juan-Carlos Carmigniani, Napoléon : 1814 - La campagne de France, Paris, Pygmalion/Gérard Watelet, 1989, 315 p. (ISBN 2-85704-301-5).
- (en) « Generals Who Served in the French Army during the Period 1789 - 1814: Eberle to Exelmans »
- Thierry Pouliquen, « Les généraux français et étrangers ayant servis [sic] dans la Grande Armée » (consulté le 16 février 2015)
- « La noblesse d’Empire » (consulté le 16 février 2015)
- « Cote LH/2538/31 », base Léonore, ministère français de la Culture
- Étienne Charavay, Correspondance générale de Carnot, tome 3, imprimerie Nationale, 1897, p. 53.
- A. Lievyns, Jean Maurice Verdot, Pierre Bégat, Fastes de la Légion-d'honneur, biographie de tous les décorés accompagnée de l'histoire législative et réglementaire de l'ordre, Bureau de l’administration, janvier 1844, 529 p. (lire en ligne), p. 499.
- Vicomte Révérend, Armorial du premier empire, tome 4, Honoré Champion, libraire, Paris, 1897, p. 260.
- Georges Six, Dictionnaire biographique des généraux & amiraux français de la Révolution et de l'Empire (1792-1814), Paris : Librairie G. Saffroy, 1934, 2 vol., p. 468-470